# 益都路

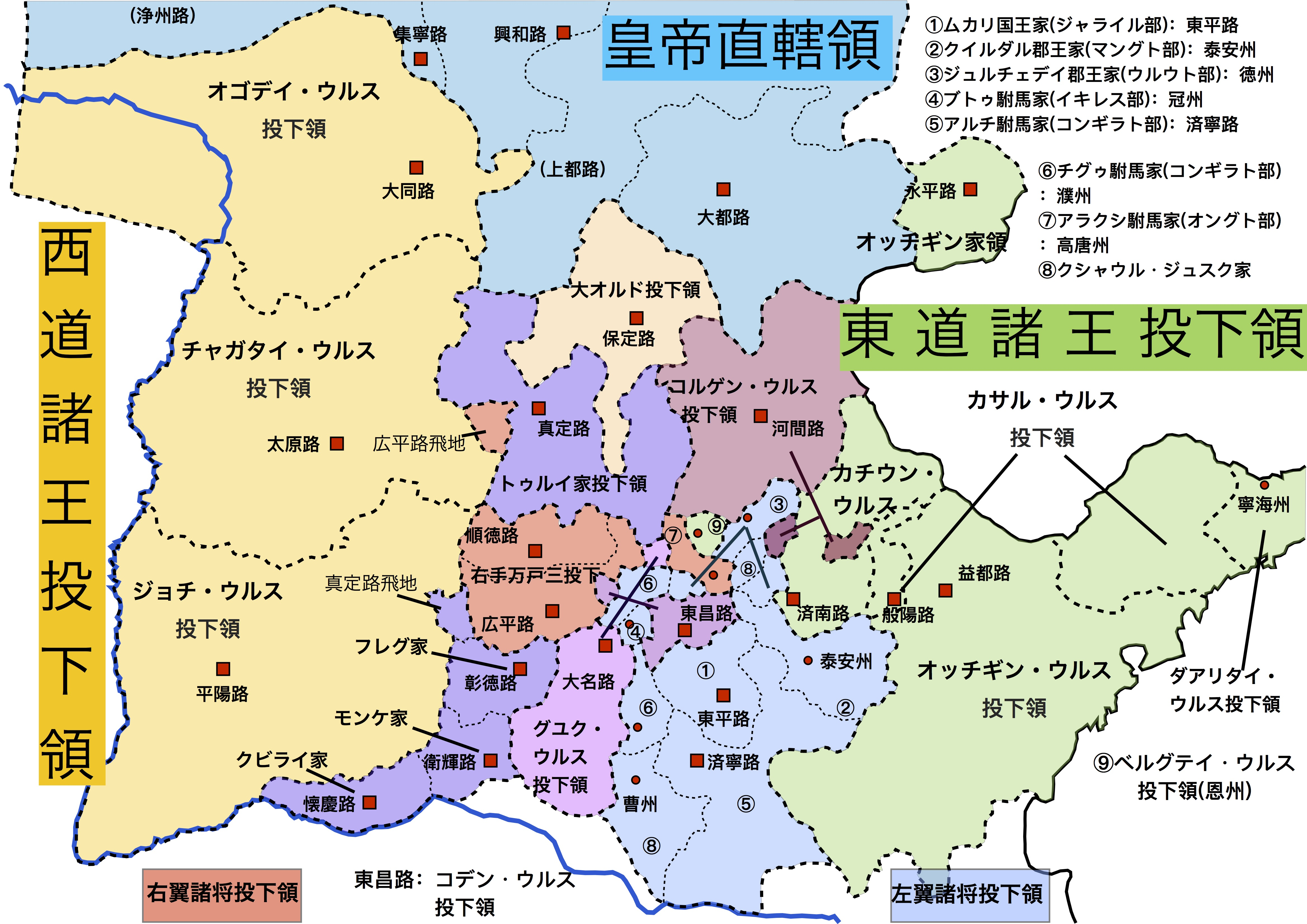
モンゴル時代の華北投下領。益都路は右に位置する。

益都路（えきとろ）は、中国にかつて存在した路。モンゴル帝国および大元ウルスの時代に現在の山東省濰坊市一帯に設置された。治所は益都県で、大元ウルスの行政上は中書省に直属する地域（腹裏/コルン・ウルス）であった。
永平路とともにチンギス・カンの末弟のテムゲ・オッチギンを始祖とするオッチギン・ウルスの投下領であった。

## 歴史
唐代の青州、金代の益都路総管府を前身とする。チンギス・カンによる最初の金朝遠征の際、ジョチ・カサルらチンギス・カンの弟達の一族（東道諸王）と国王ムカリらの率いる「左翼軍」は遼東・遼西地方から南下して山東半島一帯を攻略し、後の益都路一帯もモンゴル帝国の勢力下に入った。金朝遠征が成功裏に終わると、チンギス・カンは配下の諸王・諸将にそれぞれが攻略を担当した地域を領地（投下領）として与えており、この時現在の山東省西部一帯にオッチギン家の勢力圏が形成されたと見られる。
1236年、第2代皇帝オゴデイはチンギス・カン時代の領土の分配を追認する形で河北の諸路を諸王・勲臣に分配した（丙申年分撥）が、この時益都一帯はカサル家のイェグに与えられた。その後、何らかの事情を経て益都路はカサル家ではなくオッチギン家の投下領となった。
1287年（至元24年）にテムゲ・オッチギンの末裔であるナヤンが叛乱を起こした際（ナヤン・カダアンの乱）、「ナヤンが管轄する益都路・平灤路のダルガチを罷免した」とする記録があり、国初以来変わらず益都路・平灤路がオッチギン王家の投下領であったことが確認される。
朱元璋が明朝を建国すると、益都路は青州府と改められた。 

## 管轄州県
益都路には録事司、21県（内6県が路の直轄）、8州が設置されていた。

### 6県
- 益都県
- 臨淄県
- 臨朐県
- 高苑県
- 楽安県
- 寿光県[7]

### 8州
- 濰州…北海県・昌邑県を管轄する[8]
- 膠州…膠西県・高密県・即墨県を管轄する[9]
- 密州…諸城県・安丘県を管轄する[10]
- 莒州…莒県・沂水県・日照県・蒙陰県を管轄する[11]
- 沂州…臨沂県・費県を管轄する[12]
- 滕州…滕県・鄒県を管轄する[13]
- 嶧州[14]
- 博興州[15]